# Rejon kułykiwski
Rejon kułykiwski – jednostka administracyjna wchodząca w skład obwodu czernihowskiego Ukrainy.
Rejon utworzony w 1923, ma powierzchnię 944 km² i liczy około 22 tysięcy mieszkańców. Siedzibą władz rejonu jest Kułykiwka.
Na terenie rejonu znajdują się 1 osiedlowa rada i 16 silskich rad, obejmujących w sumie 24 wsie.